# Tintura

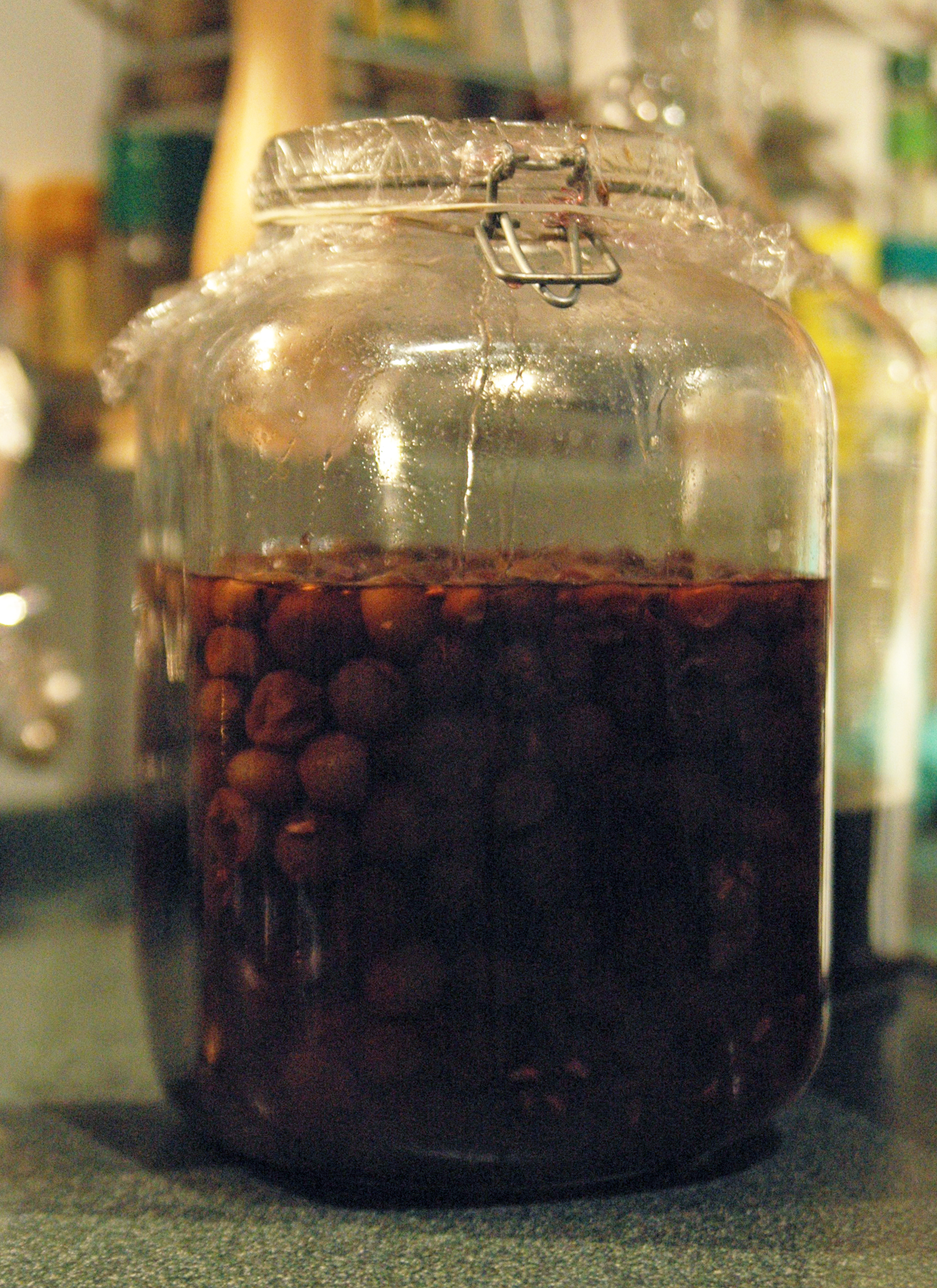
Jarro contendo Nalewka (tintura alcoólica popular na Polônia) de cereja.

Em farmacotécnica, uma tintura é um extrato alcoólico de, por exemplo, uma erva ou solução de uma substância não-volátil, como iodo e mercurocromo. Soluções de substâncias voláteis são denominadas espíritos, embora tal nome seja dado também a vários outros materiais obtidos através da destilação, mesmo que não incluam álcool. Alguns exemplos, outrora comuns na medicina, incluem:
- Tintura de iodo
- Tintura de ópio

Exemplos de espíritos incluem:
- Espírito de cânfora
- Espírito da madeira (metanol)
- Espírito do sal (ácido clorídrico)
- Espírito de vinagre (ácido acético)
- Espírito do vinho (álcool etílico)
- Espírito de vitríolo (ácido sulfúrico)

Outra forma de alcoolatura ou formas farmacêuticas que decorrem da atuação dissolvente e extrativa do álcool etílico é o elixir, um preparado farmacêutico contendo um ingrediente ativo que é dissolvido numa solução contendo cerca de 20% de álcool no mínimo, sobre as componentes vegetais. Para alguns autores deve conter açúcar (cerca de 20%) em menor quantidade que o xarope.   As substancias vegetais extraídas para o elixir ou tintura podem ser apresentadas isoladamente ou combinadas como no elixir paregórico. 